# Evangelo (nome)
Evangelo  è un nome proprio di persona italiano maschile.

## Varianti
- Maschili: Evangelio[2]
  - Alterati: Evangelino[1][2]
- Femminili: Evangela[1][2], Evangelia[1][2]
  - Alterati: Evangelina[1][2]

### Varianti in altre lingue
- Bulgaro
  - Femminili: Евангелия (Evangelija)[3]
- Greco moderno: Ευάγγελος (Euaggelos)[4], Ευαγγέλης (Euaggelīs)
  - Ipocoristici: Βαγγέλης (Vaggelīs)[4]
  - Femminili: Ευαγγελία (Euaggelia)

- Macedone: Вангел (Vangel)[4]
  - Femminili: Евангелија (Evangelija)[3]
  - Ipocoristici femminili: Вангелија (Vangelija)[3]

## Origine e diffusione
Analogamente al nome Evangelista, si tratta di un nome devozionale tipicamente cristiano, riprende un termine arcaico indicante il Vangelo, "Evangelo"; è composto dalle radici greche εὐ (eu, "buono") e ἄγγελμα (aggelma, "novella", "messaggio"), quindi "buona novella".
In Italia è attestato un po' ovunque nelle sue varie forme, in particolare in Puglia per il femminile Evangelia.

## Onomastico
Il nome è adespota, cioè non è portato da alcun santo, quindi l'onomastico ricorre il 1º novembre per Ognissanti. In Grecia un onomastico laico si festeggia il 25 marzo.

## Persone

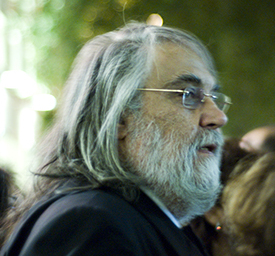
Vangelis

### Variante Euaggelos
- Euaggelos Averōf, politico greco
- Evangelos Damaskos, atleta greco
- Evangelos Gerakeris, atleta greco

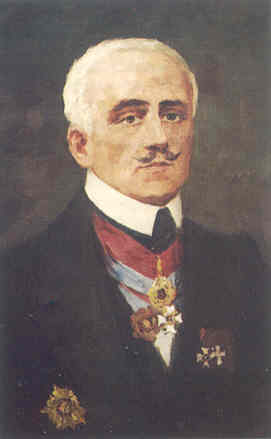
Evangelis Zappas

- Euaggelos Korōnios, vero nome di Aggelos Korōnios, cestista e allenatore di pallacanestro greco
- Euaggelos Rallīs, tennista greco
- Evangelos Venizelos, politico greco

### Variante Vaggelīs
- Vangelis, tastierista e compositore greco
- Vaggelīs Mantzarīs, cestista greco
- Vaggelīs Mantzios, calciatore greco
- Vaggelīs Moras, calciatore greco
- Vaggelīs Nastos, calciatore greco
- Vaggelīs Sakellariou, cestista greco
- Vaggelīs Sklavos, cestista greco

### Altre varianti maschili
- Evangelis Zappas, imprenditore e filantropo greco

### Varianti femminili
- Evangelia Moraitidou, pallanuotista greca